# Senecio massaicus
Senecio massaicus là một loài thực vật có hoa trong họ Cúc. Loài này được (Maire) Maire miêu tả khoa học đầu tiên năm 1924.